# Régime paléolithique

Une étude menée par l'Université Bar-Ilan révèle que les plantes riches en amidon ont joué un rôle central dans le régime alimentaire des anciens chasseurs-cueilleurs.

Le régime paléolithique, fréquemment nommé régime paléo, est un régime alimentaire présenté comme issu du mode de vie paléolithique ainsi qu'un régime amaigrissant composé d'aliments et de plats que les hominidés vivant à l'époque du Paléolithique (Homo habilis, Homo erectus, puis Homo sapiens) auraient pu consommer. Il se compose notamment d'une part importante de viandes maigres (gibier, volaille, ruminants) nourris à l'herbe mais aussi de poisson, de racines, de noix et de baies. Il exclut, en revanche, les produits issus de l'agriculture et de l'industrie agroalimentaire, comme les céréales, les légumineuses, les huiles végétales et les produits laitiers. Il est proche du régime Seignalet.
Pourtant, une étude menée par l'Université Bar-Ilan révèle que les plantes riches en amidon ont joué un rôle central dans le régime alimentaire des anciens chasseurs-cueilleurs.
Les partisans de ce régime considèrent que les chasseurs-cueilleurs du Paléolithique avaient des besoins nutritionnels adaptés à la nourriture disponible à cette époque, et que, malgré les milliers d'années de développement de l'agriculture, les besoins nutritionnels de l'homme actuel diffèreraient peu de ceux du Paléolithique. Selon eux, le métabolisme humain n'aurait pas encore eu le temps de s'adapter à la plupart des aliments issus de la révolution néolithique (apparition de l'agriculture et de l'élevage), et assimilerait ainsi mal les céréales, les légumineuses et les produits laitiers. Ceci serait, toujours selon eux, la cause du développement de l'obésité, des maladies cardiaques et du diabète. Ils préconisent donc un retour à l'alimentation qui prévalait au Paléolithique. L'exclusion totale des céréales fait de lui un régime sans gluten.
Le régime paléolithique fait cependant l'objet de critiques diverses, portant notamment sur l'impossible comparaison entre l'organisme et l'environnement des hommes préhistoriques et le nôtre, sur l'unicité supposée du régime à cette époque, ou encore sur les risques importants de carence alimentaire, notamment en calcium.

## Composition du régime

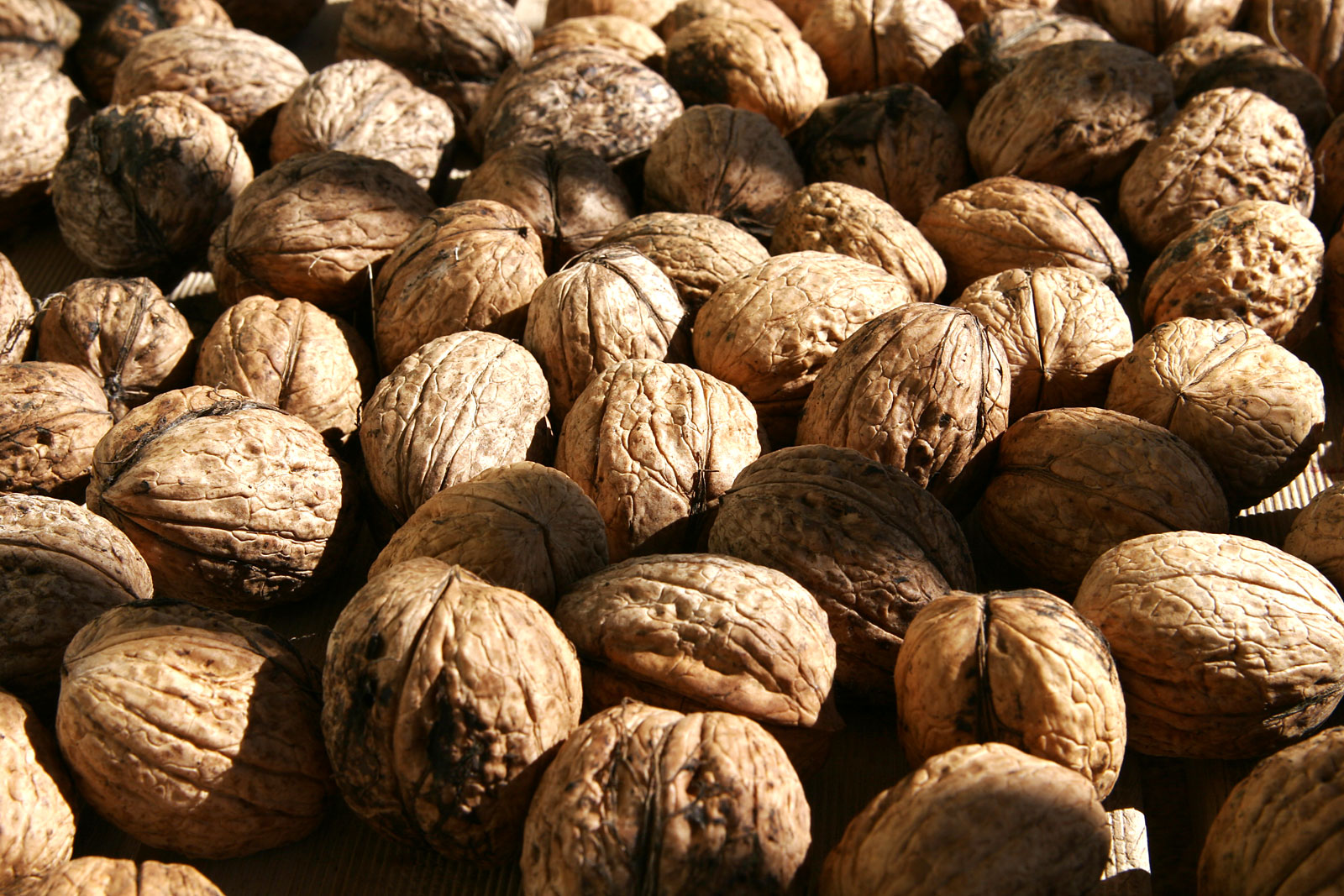
Les noix sont une source de protéines, de fibres et de micro-nutriments.

### Principaux aliments
Selon le diététicien américain Loren Cordain, le régime paléolithique se compose de :
- Beaucoup de protéines, notamment d'origine animale : la viande animale, les œufs, les poissons et les fruits de mer composent la base du régime paléolithique, car l'apport en calories total des chasseurs-cueilleurs était constitué, selon les défenseurs du régime, de 19 à 35 % de protéines[6]. Les Centres pour le contrôle et la prévention des maladies (Centers for Disease Control and Prevention), organismes publics de santé publique américains, recommandent un apport calorique quotidien constitué de 10 à 35 % de protéines.
- Les partisans du régime recommandent également une consommation de graisses monoinsaturées et polyinsaturées ainsi que des oméga-3, en diminuant les oméga-6 et les acides gras saturés[6]. La viande consommée doit provenir d'animaux nourris à l'herbe, car leurs tissus musculaires incorporent davantage d'oméga-3 que les animaux nourris aux céréales, lesquels comportent une part plus importante d'oméga-6[7].
- Peu de glucides : en l'absence de céréales et de produits laitiers, le régime recommande la consommation abondante de légumes et de fruits pauvres en glucides (concombre, courgette, tomate, épinard), qui doivent constituer la principale source de glucides. Le régime paléo s'apparente ainsi au régime low-carb (régime Atkins, pauvre en glucides).
- Un petit apport en fibres, qui doivent provenir de fruits et légumes frais et non de féculents ou de céréales.

### Aliments à exclure
Le régime paléolithique suppose d'exclure les aliments inconnus des hommes du Paléolithique, c'est-à-dire ceux produits à partir de la révolution agricole du Néolithique. Il s'agit principalement :
- des produits laitiers (lait, beurre, crème, fromages, yaourts) ;
- des céréales, comme le blé, le maïs, le seigle, et l'orge ;
- des légumineuses, comme le soja, les haricots et les cacahuètes ;
- des huiles (à l'exception de l'huile d'olive) ;
- du sucre raffiné ;
- des produits transformés (conserves, aliment industriel…) ;
- de l'alcool[8] et du café, qui n'étaient pas consommés en tant que boisson par les hommes préhistoriques.

Dans la mesure où il exclut les céréales, le régime paléolithique peut être considéré comme un régime sans gluten.

## Effets sur la santé

### Bénéfices supposés
Bien que les études scientifiques faites à ce jour n'aient pas été réalisées sur un grand nombre de participants, et qui plus est sur des durées limitées à quelques mois, les études scientifiques qui ont étudié les conséquences d'un régime type paléolithique sur la santé aboutissent à la même conclusion : les effets seraient bénéfiques sur la totalité des facteurs de risques de maladies cardiovasculaires et sur l'insulino-résistance,. Tous les marqueurs de risques ont été améliorés dans les études cliniques randomisées : poids, tour de taille, protéine C-réactive, hémoglobine glyquée, pression artérielle, tolérance au glucose, sécrétion d'insuline, sensibilité à l'insuline et profil lipidique.
Selon Loren Cordain, créateur du régime paléo, le régime permettrait de perdre rapidement du poids, de lutter contre les pathologies du syndrome métabolique telles que le diabète, ainsi que de résoudre des troubles digestifs. Certaines de ses études relèvent également des effets sur la myopie et l'acné.
Une étude menée en 2015 sur le régime paléolithique et ses effets sur le syndrome métabolique a démontré qu'il pouvait avoir des effets de court terme sur le tour de taille, le taux de triglycérides et la pression artérielle, mais qu'il n'a que peu d'effet sur la glycémie et le taux de cholestérol. L'étude conclut à la nécessité de procéder à des études plus approfondies pour démontrer l'utilité du régime paléolithique en matière de diététique. De même, une étude de 2014 montre que le régime est sans effet apparent dans le traitement des maladies inflammatoires chroniques de l'intestin.

### Carences
Marlene Zuk, biologiste de l'évolution à l'université du Minnesota, affirme que « ceux qui pratiquent le régime paléo peuvent manquer d'éléments nutritifs indispensables, et, à long terme, souffrir de problèmes de santé, notamment les jeunes filles qui risquent de développer de l'ostéoporose par manque de calcium ». En outre, l'importante consommation de viande animale peut favoriser le développement de maladies cardiovasculaires ou de cancer du système digestif (probablement cancérogène pour les viandes rouges et cancérogène pour les viandes transformées), ou encore le mal de caribou. Le régime paléolithique est fortement déconseillé aux enfants et adolescents.
La British Dietetic Association l'a classé parmi les cinq pires régimes pratiqués par les célébrités en 2015, affirmant qu'il est « mal équilibré, chronophage et vecteur d'isolement social » et le qualifiant de « moyen sûr de développer des carences alimentaires ».

## Critiques
Pour ses adversaires, ce régime serait à la base de nombreux problèmes, tant dans ses effets que dans ses fondements théoriques. 

### Faible espérance de vie des hommes du Paléolithique
Il est vrai, selon Marlene Zuk, que les hommes du Paléolithique n'étaient pas atteints des mêmes maladies que nous (notamment le cancer), mais ils mouraient bien plus jeunes. Leur espérance de vie était de 30 ans environ.
Selon plusieurs chercheurs, il ne servirait à rien de vouloir calquer notre régime alimentaire sur celui des hommes préhistoriques : le mode de vie, l'environnement des hommes préhistoriques étant foncièrement différents du nôtre (ils marchaient tout au long de la journée), ils ne contractaient pas les maladies ou les troubles propres à notre époque, mais il est impossible de savoir si leur bonne santé relative était due à leur alimentation.

### Modification des ressources alimentaires disponibles
Les hommes du Paléolithique n'élevaient pas de moutons, de bœufs ou de porcs ; ils ne consommaient donc pas la même viande que les hommes d'aujourd'hui ; et alors que nous mangeons principalement les muscles, les chasseurs du paléolithique, eux, mangeaient "l'estomac, la panse, les poumons, la rate, le cerveau, la moelle, le foie". De plus, certains promoteurs du régime paléo conseillent des viandes transformées (bacon, saucisses), inconnues au Paléolithique et considérées comme plutôt néfastes pour la santé.
Pour le chercheur Luc-Alain Giraldeau, professeur d’écologie comportementale à l’université du Québec à Montréal, l’idéologie du régime paléo « repose sur une image naïve, simpliste et irréelle de l’ère paléolithique. Prenons un exemple. Un site Internet[Lequel ?] de régime paléo suggère le petit déjeuner suivant : omelette, oignon sauté, champignons, brocoli et huile d’olive. D’abord, trouver des œufs au Paléolithique pour faire une omelette aurait représenté un défi important puisque les oiseaux ne se tenaient pas en basse-cour ; par conséquent il aurait fallu attendre la saison de reproduction des oiseaux, une fois l’an. Ensuite, les oignons n’existaient pas tels que nous les connaissons aujourd’hui, ni le brocoli d’ailleurs. De plus, il aurait été impossible aux hommes du Paléolithique d’extraire l’huile d’olive. » En outre, la majeure partie des aliments recommandés proviennent bel et bien de l'agriculture et de l'élevage, ces aliments n’existaient donc pas sous leur forme actuelle au Paléolithique, puisqu'ils ont chacun fait l'objet de multiples transformations au fil des siècles. Luc-Alain Giraldeau explique ainsi qu'à l'époque « il n’y avait pas d’oranges ; les bananes étaient si petites et remplies de tant de graines qu’elles nous paraîtraient aujourd’hui non comestibles. (…) Les tubercules comme les carottes et les pommes de terre étaient petits, durs et souvent bourrés de toxines. Même l’ancêtre de la laitue contenait du latex toxique ; ses feuilles étaient dures et portaient des épines. Le brocoli et les choux (chou de Bruxelles, chou-fleur, chou frisé, chou-rave) sont encore des variétés créées par l’homme moderne à partir d’une même espèce de plante (Brassica). Les amandes et les abricots, deux aliments phares du régime paléo, sont issus de proches parents, mais les deux sont le résultat de manipulations par l’homme moderne, par croisement et sélection : l’amande a été modifiée pour éliminer le cyanure de son noyau, et l’abricot pour accroître la quantité de chair autour de son noyau. » Idem pour la viande - les morceaux et la qualité proposés de nos jours ne pouvant être rapprochés de la viande consommée à cette période.

### Diversité des régimes du Paléolithique
Le régime repose en outre sur l'idée qu'il n'existerait qu'une seule forme de diète à la Préhistoire. Or cette période - qui couvre 2,5 millions d'années - a connu une variété de régimes et d'adaptations alimentaires, déterminés par le climat, les continents, les saisons, la disponibilité des ressources. Le « régime paléolithique » unique n'existe donc pas. La biologiste Marlene Zuk rappelle ainsi que l'alimentation des chasseurs-cueilleurs actuels, sur lesquels se fonde la reconstitution du régime dit « paléolithique », cette alimentation est très différente d’une région à l'autre. Il n’y a donc pas plus de régime « préhistorique » qu’il n’y a de régime moderne. Les Inuits du Paléolithique, par exemple, se nourrissaient principalement de viande et de poisson, et consommaient peu, ou pas, de fruits et de légumes.  

### Adaptation de l'homme aux aliments contemporains
Le régime paléolithique repose sur l'idée que l'homme ne serait pas adapté à l'alimentation actuelle. Or le métabolisme de l'homme a évolué au cours des millénaires, comme le montre par exemple les mutations génétiques successives qui lui ont permis de digérer le lactose, au cours des 7 000 dernières années.

### Absence d'études scientifiques d'envergure pour en démontrer les bienfaits
A ce jour, il n'existe aucune étude scientifique portant sur un large groupe de cobayes, pour valider les effets de ce régime sur le long terme.
Malgré toutes ces critiques, la plupart des nutritionnistes recommandent de suivre quelques principes qui président à ce régime, comme celui d'éviter les aliments transformés, ou de consacrer une part importante de son alimentation aux fruits et aux légumes. La communauté scientifique continue toutefois, majoritairement, de lui préférer le régime méditerranéen, jugé plus complet, plus varié, moins cher, et plus respectueux de l'environnement.